# Rumex verticillatus
Rumex verticillatus är en slideväxtart som beskrevs av Carl von Linné. Rumex verticillatus ingår i släktet skräppor, och familjen slideväxter.

## Underarter
Arten delas in i följande underarter:
- R. v. fascicularis
- R. v. floridanus
- R. v. verticillatus